# Smeltertown
Smeltertown es un lugar designado por el censo ubicado en el condado de Chaffee en el estado estadounidense de Colorado. En el Censo de 2010 tenía una población de 120 habitantes y una densidad poblacional de 317,34 personas por km².

## Geografía
Smeltertown se encuentra ubicado en las coordenadas 38°33′8″N 106°0′30″O / 38.55222, -106.00833. Según la Oficina del Censo de los Estados Unidos, Smeltertown tiene una superficie total de 0.38 km², de la cual 0.38 km² corresponden a tierra firme y (0%) 0 km² es agua.

## Demografía
Según el censo de 2010, había 120 personas residiendo en Smeltertown. La densidad de población era de 317,34 hab./km². De los 120 habitantes, Smeltertown estaba compuesto por el 96.67% blancos, el 0% eran afroamericanos, el 0% eran amerindios, el 0.83% eran asiáticos, el 0% eran isleños del Pacífico, el 1.67% eran de otras razas y el 0.83% pertenecían a dos o más razas. Del total de la población el 15.83% eran hispanos o latinos de cualquier raza.